# Bahnhof Hadamar

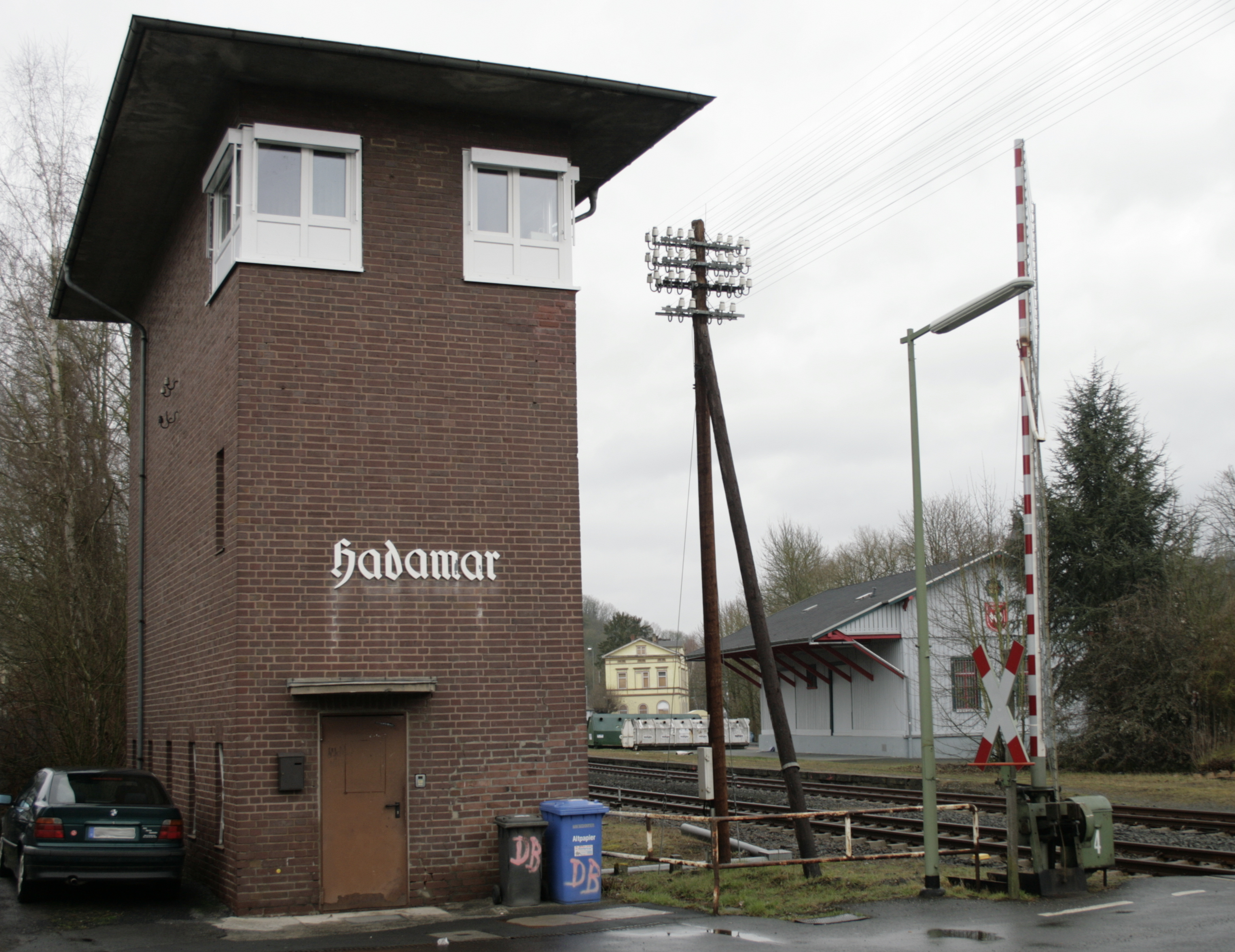
Schrankenposten am Bahnhof Hadamar

Der Bahnhof Hadamar ist ein Durchgangsbahnhof mit denkmalgeschütztem Empfangsgebäude in Hadamar im Landkreis Limburg-Weilburg in Hessen. Er befindet sich im Zentrum der hessischen Kleinstadt Hadamar in der Bahnhofstraße 10.

## Geschichte
Der Bahnhof wurde gemeinsam mit dem Streckenabschnitt der Bahnstrecke Limburg–Altenkirchen von Limburg-Staffel nach Hadamar im Jahr 1870 in Betrieb genommen. Im Jahr 1886 erfolgte dann der Ausbau der Oberwesterwaldbahn nach Hachenburg und später weiter nach Au (Sieg).
Das Bahnhofsgebäude sowie das Gebäude des Schrankenpostens stehen unter Denkmalschutz. Im Schrankenposten war zuletzt das mechanische Stellwerk untergebracht. Im heute leerstehenden Bahnhofsgebäude waren früher ein Fahrkartenschalter, eine Gepäckabfertigung, ein Warteraum sowie Dienstwohnungen vorhanden.
Der Bahnhof Hadamar wird durch die Linie RB 90 von der Hessischen Landesbahn bedient.
| Linie | Verlauf | Takt   |
| ----- | --- | ------ |
| RB 90 | Westerwald-Sieg-Bahn: (Kreuztal – Siegen-Geisweid – Siegen-Weidenau –)* Siegen Hbf – Eiserfeld (Sieg) – Niederschelden Nord – Niederschelden – Mudersbach – Brachbach – Freusburg Siedlung – Kirchen – Betzdorf (Sieg) – Scheuerfeld (Sieg) – Niederhövels – Wissen (Sieg) – Etzbach – Au (Sieg) – Geilhausen – Hohegrete – Breitscheidt (Kr Altenkirchen Ww) – Kloster Marienthal (wochentags zweistdl.) – Obererbach – Altenkirchen (Westerwald) – Ingelbach – Hattert – Hachenburg – Unnau-Korb – Nistertal-Bad Marienberg (– Büdingen (Westerw) – Enspel – Rotenhain) (zweistündlich) – Langenhahn – Westerburg – Willmenrod – Berzhahn – Wilsenroth – Frickhofen – Niederzeuzheim – Hadamar – Niederhadamar – Elz (Kr Limburg/Lahn) – Staffel – Diez Ost – Limburg (Lahn) * einzelne Züge an Werktagen Stand: Fahrplanwechsel Dezember 2024 | 60 min |